# Azotan amonowo-wapniowy
Azotan amonowo-wapniowy (CAN, z ang. calcium ammonium nitrate) – nieorganiczny związek chemiczny z grupy azotanów, sól mieszana kwasu azotowego i wapnia oraz amonu.
W zależności od warunków krystalizuje jako Ca(NO3)2·NH4NO3·3H2O lub 5Ca(NO3)2·NH4NO3·10H2O
Przemysłowo otrzymywany jest przez zmieszanie stężonego roztworu azotanu amonu i drobno sproszkowanego węglanu wapnia. Proces mieszania należy prowadzić szybko, aby uniknąć konkurencyjnej reakcji prowadzącej do utraty amonu:
2NH4NO3 + CaCO3 → Ca(NO3)2 + 2NH3↑ + CO2↑ + H2O
Pod nazwą saletra amonowo-wapniowa lub CAN stosowany jest jako nawóz mineralny. Zawartość NH4NO3 w nawozie wynosiła dawniej (w latach 60. XX w.) ok. 60%, do lat 90. wzrosła ona do ok. 75%. Nawóz może zawierać węglan magnezu i inne dodatki, np. związki miedzi i cynku. Dzięki zawartości węglanów nie powoduje zakwaszania gleby. W przeciwieństwie do czystej saletry amonowej (NH4NO3) CAN nie jest klasyfikowany jako substancja wybuchowa.